# Geschichte Neuseelands

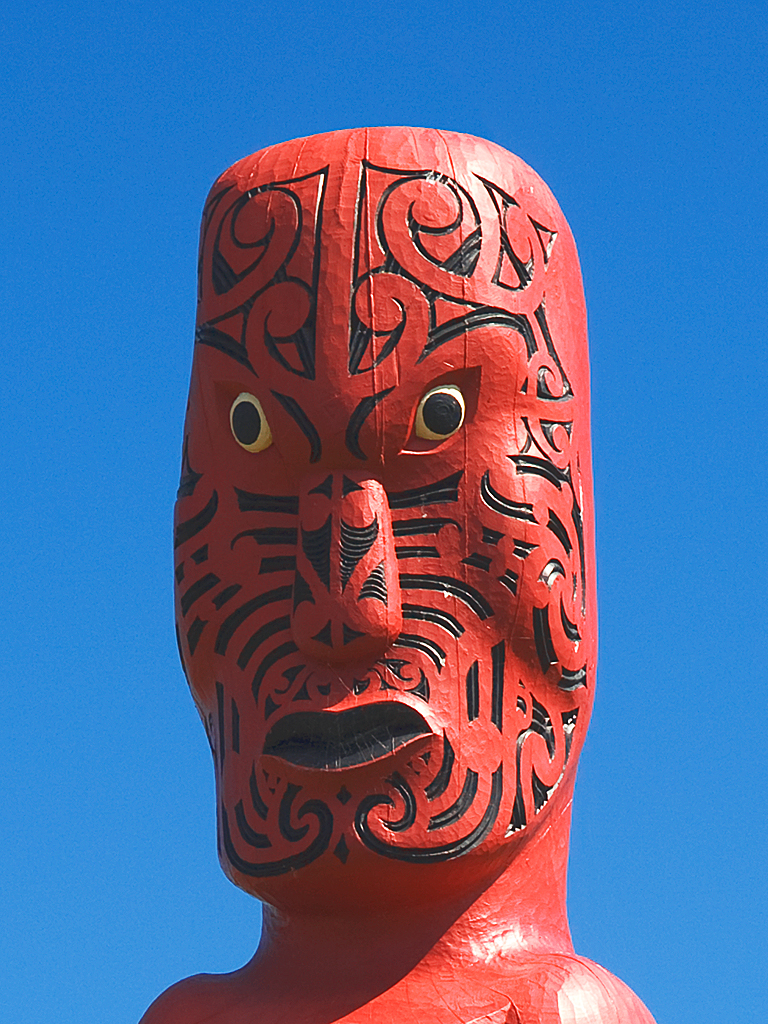
Māori-Skulptur in Whakatāne, einem der Landungsgebiete (1340–1375) der polynesischen Einwanderer

Die Geschichte Neuseelands umfasst die Entwicklungen auf dem Gebiet des heutigen Staates Neuseeland von der Besiedlung durch Polynesier wohl im 13. Jahrhundert bis zur Gegenwart. Geologisch gesehen gehören die Inseln zu den jüngsten der Erde und kulturgeschichtlich betrachtet ist Neuseeland das Land, das als letztes von Menschen besiedelt und gestaltet wurde. Aus europäischer Sicht liegt Neuseeland am anderen Ende der Welt. So erklärt es sich, dass die im südlichen Pazifik liegenden Inseln, die heute den Staat Neuseeland ausmachen, mit Mitte des 17. Jahrhunderts erst recht spät Aufmerksamkeit bekamen.

## Prähistorische Zeit

Pazifische und Australische Platte

Vor etwa 130 Mio. Jahren spaltete sich eine Landmasse von dem Superkontinent Gondwana ab und begann 45 Mio. Jahre später, aufgeteilt in die Landblöcke Antarktis, Australien und Neuseeland, auseinanderzudriften. Nach weiteren 15 Mio. Jahren, Neuseelands Landmasse war seinerzeit weitaus größer als die heutige, begann ein langsamer Erosionsprozess, der nach 35 Mio. Jahren 60 % der heutigen Landfläche unter den Meeresspiegel befördert hatte. Neuseeland wäre fast verschwunden, wenn nicht ein Verformungsprozess in Form von Aufwerfungen, der durch das Aufeinandertreffen der Pazifischen Platte auf die Australische verursacht wurde und vor etwa 26 Mio. Jahren begann, Neuseeland neu gebildet hätte, wobei dieser Prozess bei weitem noch nicht abgeschlossen ist. Die meisten Bergformationen hatten sich durch tektonische Verschiebungen bereits vor 5 Mio. Jahren gebildet, andere Berge und Landschaften entstanden durch vulkanische Aktivitäten. Neuseeland ist erheblich geprägt durch diese geologischen Prozesse der Erde und zählt auch heute noch zu den erdbebenreichsten Ländern der Erde.
Durch die Abspaltung und Isolation Neuseelands von anderen Landmassen entwickelten sich die Flora und Fauna des Landes in einer einzigartigen Weise. Über 90 % des Landes war mit Urwald bedeckt. Säugetiere und Schlangen gab es keine, und die wenigen Raubtiere entwickelten sich ausschließlich in der Welt der Vögel. Diese war es dann auch, die flugunfähige Vögel wie den Kiwi, über zwei Meter große Laufvögel wie den Moas und Papageien wie den Kea hervorbrachte, der in den alpinen Berglandschaften der Südinsel beheimatet ist und sich in der kalten Region auch im Winter im Schnee noch wohl fühlt. Das Ökosystem Neuseelands hatte sich über viele Millionen Jahre, trotz zwischenzeitlicher Zerstörungen durch vulkanische Aktivitäten, perfekt eingerichtet und viele endemische Arten an Pflanzen und Tieren hervorgebracht. Deren Bestand schien über Jahrtausende nicht gefährdet zu sein, bis schließlich der Mensch kam.

## Entdeckung und Besiedlung

### Besiedlung durch Polynesier

Migrationsentwicklung im pazifischen Raum

Die erste Besiedlung Neuseelands durch den Menschen ging von den polynesischen Inseln aus. Über den genauen Zeitpunkt, wann die Einwanderer erstmals ihren Fuß auf neuseeländischen Boden setzten, gibt es wenig gesicherte Erkenntnisse. Unstrittig ist aber, dass die Eroberung des pazifischen Raums von Asien aus vor sich ging. Wie der Archäologe Professor Peter Bellwood 2008 beschrieb, kann man davon ausgehen, dass im 4. oder späten 5. Jahrtausend vor Christus erste Besiedlungen von den chinesischen Provinzen Zhejiang und Fujian ausgehend auf Taiwan und seinen südlich liegenden Inseln vorgenommen wurden, gefolgt von den Philippinen um 2000 v. Chr. Um 1500 v. Chr. zogen die frühzeitlichen Eroberer weiter über die Molukken und Osttimor und siedelten zwischen 1500 und 1350 v. Chr. auf den Inseln Melanesiens, die für die Lapita-Kultur bekannt sind, einschließlich des Bismarck-Archipels. Um 1050 v. Chr. wurden dann die Salomonen und zwischen 1000 und 800 v. Chr. der westliche Teil Polynesiens erobert.
Von dort aus zogen die Seefahrer um etwa 400 n. Chr. in Richtung Hawaii, etwa zur gleichen Zeit zu den östlicher liegenden Polynesischen Inseln bis hin zur Osterinsel, und nach 1200 n. Chr. erreichte man schließlich das weit südlicher gelegene Neuseeland. Nachweise über Abholzungen und Untersuchungen an gefundenen Knochen der von Einwanderern eingeführten Pazifischen Ratte (polynesischer Name: Kiore) nebst von ihr angeknabberter Samenkörner mit Hilfe der Radiokohlenstoffmethode, setzen die Ankunft der Polynesier in Neuseeland derzeit auf um das Jahr 1280 n. Chr. fest.

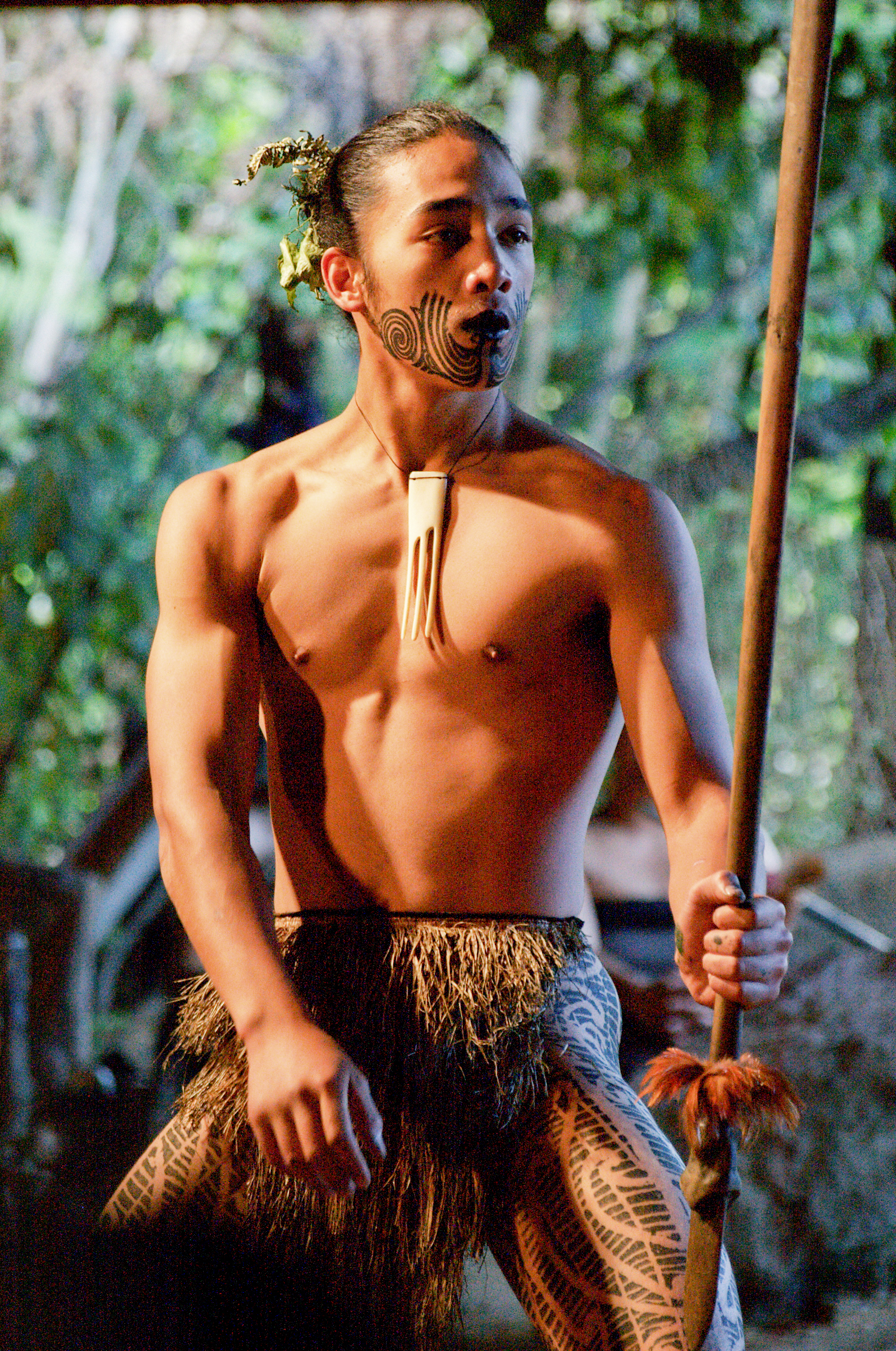
Junger Māori bei einer Haka-Präsentation

Die Nachkommen dieser ersten Einwanderer begründeten die Māori-Kultur, wobei sich die exakte Herkunft ihrer Vorfahren nicht mit Bestimmtheit klären lässt. Geht die Wissenschaft aktuell davon aus, dass die Vorfahren der Māori von den Neuseeland nahe liegenden Gesellschaftsinseln und Cookinseln kamen, begründen die Mythen der Māori teilweise ihre Herkunft von dem mythischen Hawaiki, dem Ort, zu dem auch ihre Seelen nach dem Tode zurückkehren würden. Ihr Urahn Kupe soll von dort aus kommend das unbewohnte Land um 925 n. Chr. entdeckt haben, und seine mit ihm reisende Frau, beim Anblick einer großen weißen Wolke, dieses Land Aotearoa genannt haben, The land of the long white cloud (Das Land der langen weissen Wolke). Im 13. Jahrhundert soll dann auf Basis von Kupes Angaben die „große Flotte“ mit sieben Kanus sich auf den Weg nach Neuseeland gemacht haben. Soweit die Sicht der Māori.
Von welchem Zeitpunkt an man von einer Māori-Kultur sprechen kann, ist unklar. Anzunehmen ist aber, dass 500 Jahre ohne weitere kulturelle Einflüsse von außen und dem Anpassungsprozess an die Bedingungen Neuseelands die Einwanderer in besonderer Weise geprägt haben. Das Klima Neuseelands war kälter und rauer als das in ihrer subtropischen Heimat. Die ersten Erfahrungen mit Schnee werden wohl entsprechend beeindruckend gewesen sein. Auch der Boden in der neuen Heimat war nicht so fruchtbar wie der, wo sie her kamen, und u. a. Kūmara, Yams und Taro angebaut werden konnte. Entsprechend entwickelten sich die Māori anfangs zu Jägern, denn das Fleisch eines bis zu 240 kg schweren Moas, als Beispiel, war ausreichend genug, sich eine Weile davon zu ernähren. Doch die Ausrottung des Moas in nur wenigen Jahrzehnten und die Populationszunahme ihrer Bevölkerung zwang die Māori zur Ernährungsumstellung. Sie begannen neben dem tradierten Fischkonsum auch Ackerbau zu betreiben.
Die Māori organisierten sich in Stämmen (Iwi) und deren Untergliederungen (Hapū) und lebten in befestigten Dörfern, Pā genannt. Von Norden ausgehend besiedelten sie die Nordinsel, die Südinsel, Stewart Island und die Chatham Islands. Ihr Einfluss auf die Tierwelt Neuseelands durch die Jagd und durch eingeführte Haustiere war dramatisch und führte zum Aussterben zahlreicher Tierarten, wovon der Moas und der Haastadler wohl die bekanntesten sind.
Kriegerische Auseinandersetzungen waren Teil des Lebens unter den Māori, wobei es meistens um Land ging und wofür getötet wurde. Dem unterlegenen Gegner blieb oft nur der Tod, entweder sofort im Kampf oder später in der Gefangenschaft getötet und anschließend verspeist zu werden, denn Kannibalismus war auch ein Teil der Māori-Kultur, dem auch Frauen und Kinder zum Opfer fielen. Kannibalismus war auch reguläre Praxis in Kriegen, in denen Menschenfleisch ein wichtiger Teil der Ernährung der Krieger war. Das Thema Kannibalismus war lange Zeit in Neuseeland ignoriert worden und fehlt in den meisten Geschichtsbüchern des Landes, wie der neuseeländische Historiker Paul Moon im August 2008 bemerkte. Doch Kannibalismus wurde noch bis zur Mitte des 19. Jahrhunderts unter den Māori praktiziert.

### Entdeckung durch Europäer

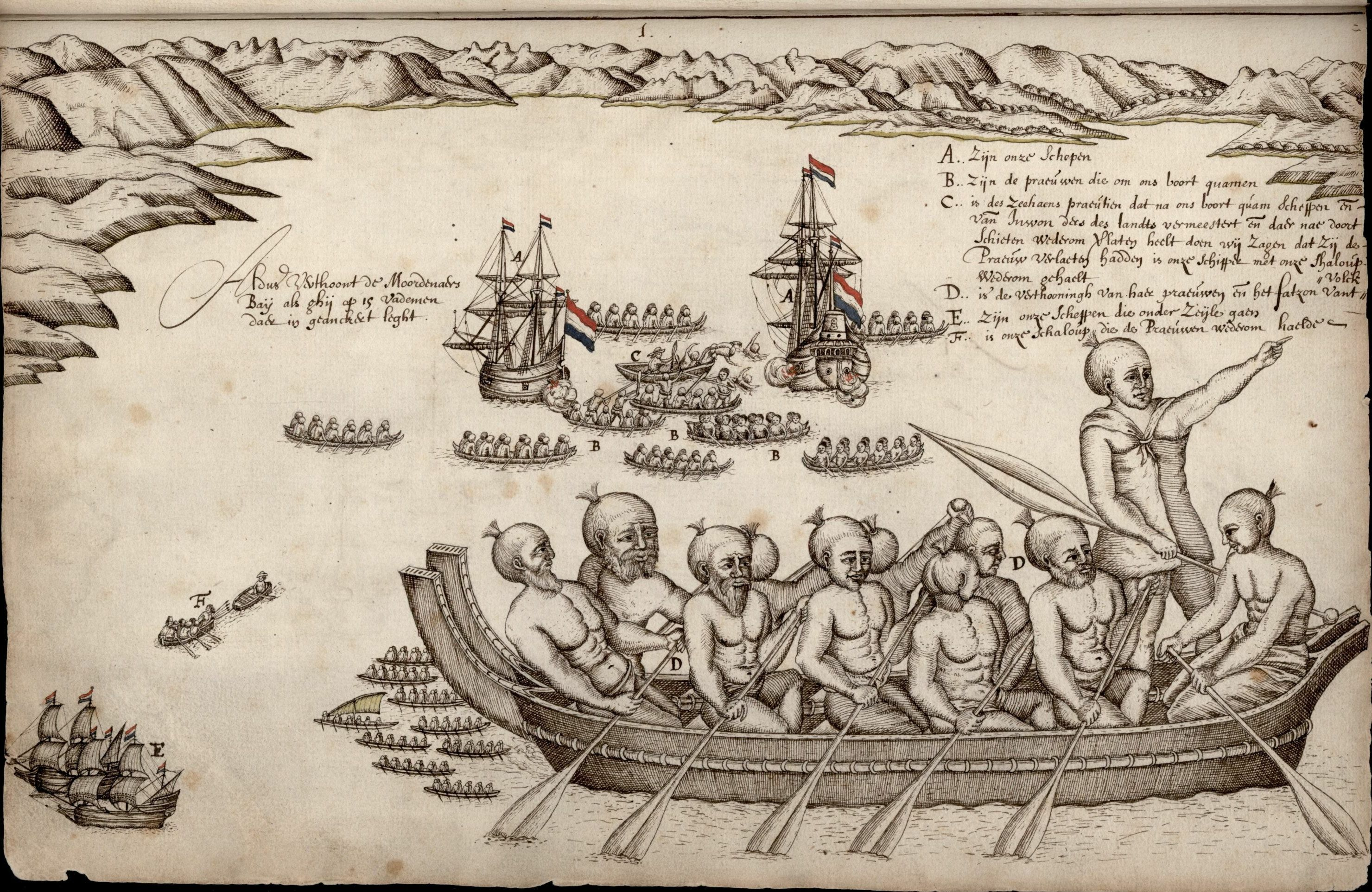
Ngati Tumata attackieren ein Cockle Boat der Zeehaen am 19. Dezember 1642 (Darstellung von Isaac Gilsemans)

#### Abel Tasman
Es sollte dem holländischen Seefahrer Abel Janszoon Tasman vorbehalten bleiben, als erster Europäer das mehr als 17.000 Seemeilen vom Heimatland entfernte Neuseeland zu entdecken. Unter dem Sold der Niederländischen Ostindien-Kompanie und dem Auftrag des Gouverneurs von Niederländisch-Indien, Anton van Diemen, den südlichen Kontinent Terra Australis Incognita zu finden, machte sich Abel Tasman am 1. August 1642 mit den beiden Schiffen Heemskerck und Zeehaen von dem indonesischen Handelszentrum Batavia aus auf den Weg nach Süden. Gut vier Monate später, am 13. Dezember erreichten sie die Westküste an der Südinsel Neuseelands in Höhe des heutigen Westport. Doch schwere See und widrige Winde erlaubten einen Landgang erstmals am 18. Dezember in der heutigen Golden Bay / Mohua. Vermutlich basierend auf einem Missverständnis, endete einen Tag später der erste Kontakt zwischen Europäern und Māori für vier Seefahrer der Flotte tödlich. Der Stamm der Ngati Tumata hatte ein Beiboot der Expeditionsschiffe angegriffen, worauf Tasman unter Abwehr mit Kanonenfeuer den sofortigen Rückzug anordnete. Nach dieser Erfahrung gab er der Bucht den Namen Mörderbucht und segelte an der Westküste der Nordinsel entlang weiter in Richtung Norden. Er selbst hatte nie neuseeländischen Boden betreten.
Im Glauben, er hätte einen Teil des 1616 von Jacob Le Maire entdeckten Landes östlich von Kap Hoorn gefunden, nannte er das Land Staten Landt (nach den niederländischen Generalstaaten). Als allerdings der Seefahrer Hendrik Brouwer 1663 erkannte, dass Le Maires Staten Landt eine kleine Insel war und nicht in Verbindung mit Tasmans Staten Landt stand, entschied der holländische Kartograph Joan Blaeu das von Tasman entdeckte Land Nieuw Zeeland zu nennen (lateinisch: Nova Zeelandia). Nieuw Zeeland war nicht vergessen, aber es sollten 127 Jahre vergehen, bis Europäer dem Land wieder Aufmerksamkeit schenkten.

#### James Cook

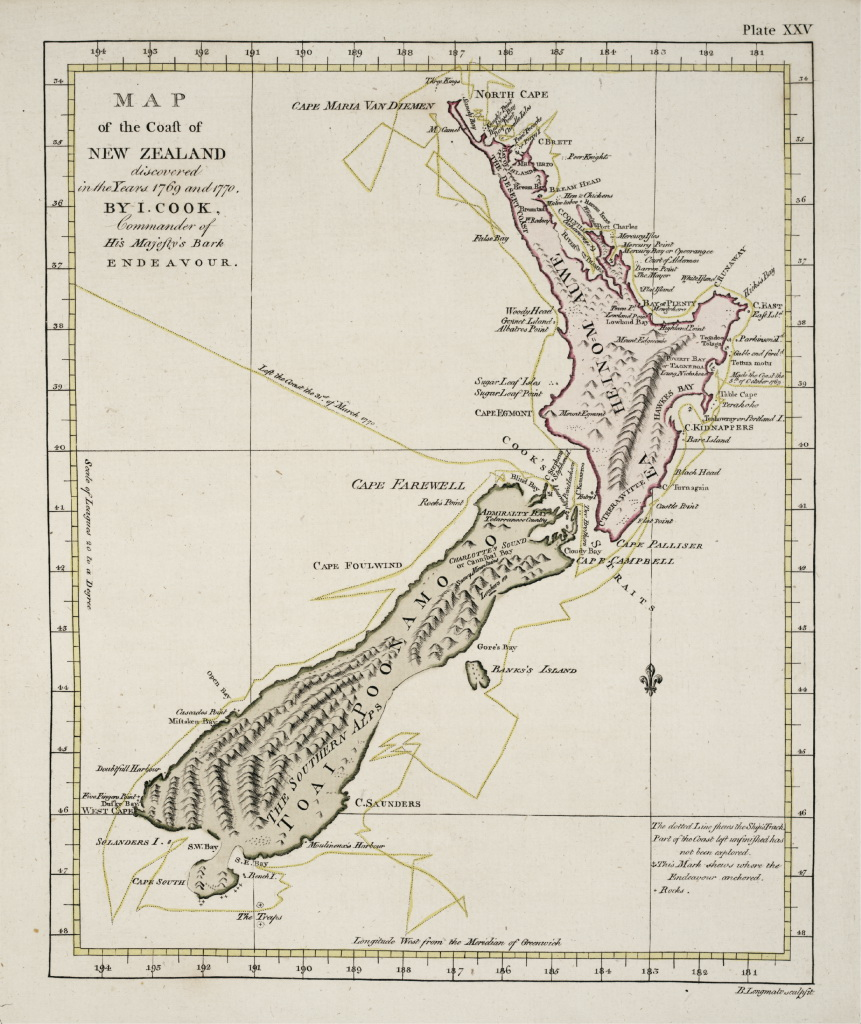
Erste Karte von Neuseeland, erstellt von James Cook (1769)

Im Mai 1768 wurde der britische Seefahrer James Cook von der Royal Society beauftragt, eine Expedition zur Beobachtung der Venuspassage auf Tahiti zu leiten. Des Weiteren sollte er untersuchen, ob sich südlich von Tahiti weiteres Land befindet. Mit Information über die Pazifikreisen seiner Vorgänger Francis Drake, John Byron und Samuel Wallis versorgt, verließ Cook am 26. August 1768 mit der Endeavour Plymouth. Nachdem Cooks Astronom Charles Green die Beobachtungen am 3. Juni 1769 erfolgreich ausgeführt hatte, segelte er nach Süden auf der Suche nach weiterem Land.
Es war der Schiffsjunge Nicholas Young, der am Nachmittag des 7. Oktober 1769 gegen 14:00 Uhr „Land in Sicht“ meldete. Neuseeland war wiederentdeckt. Die Bucht, in der Cook zwei Tage später an Land ging, bezeichnete er enttäuscht als Poverty Bay, denn es gab keine Möglichkeit, Wasser und Proviant aufzunehmen. Cook segelte an der Ostküste der Nordinsel weiter in Richtung Norden, kartografierte das Land und vergab Namen für markante Buchten, Kaps und Berge, die von See aus zu sehen waren. Bei einem Landgang am 15. November 1769 in der Mercury Bay auf der Nordinsel, hisste er den Union Jack formell stellvertretend für den amtierenden britischen König George III. Er wiederholte diese Aneignung von Land im Januar 1770 im Queen Charlotte Sound auf der Südinsel.

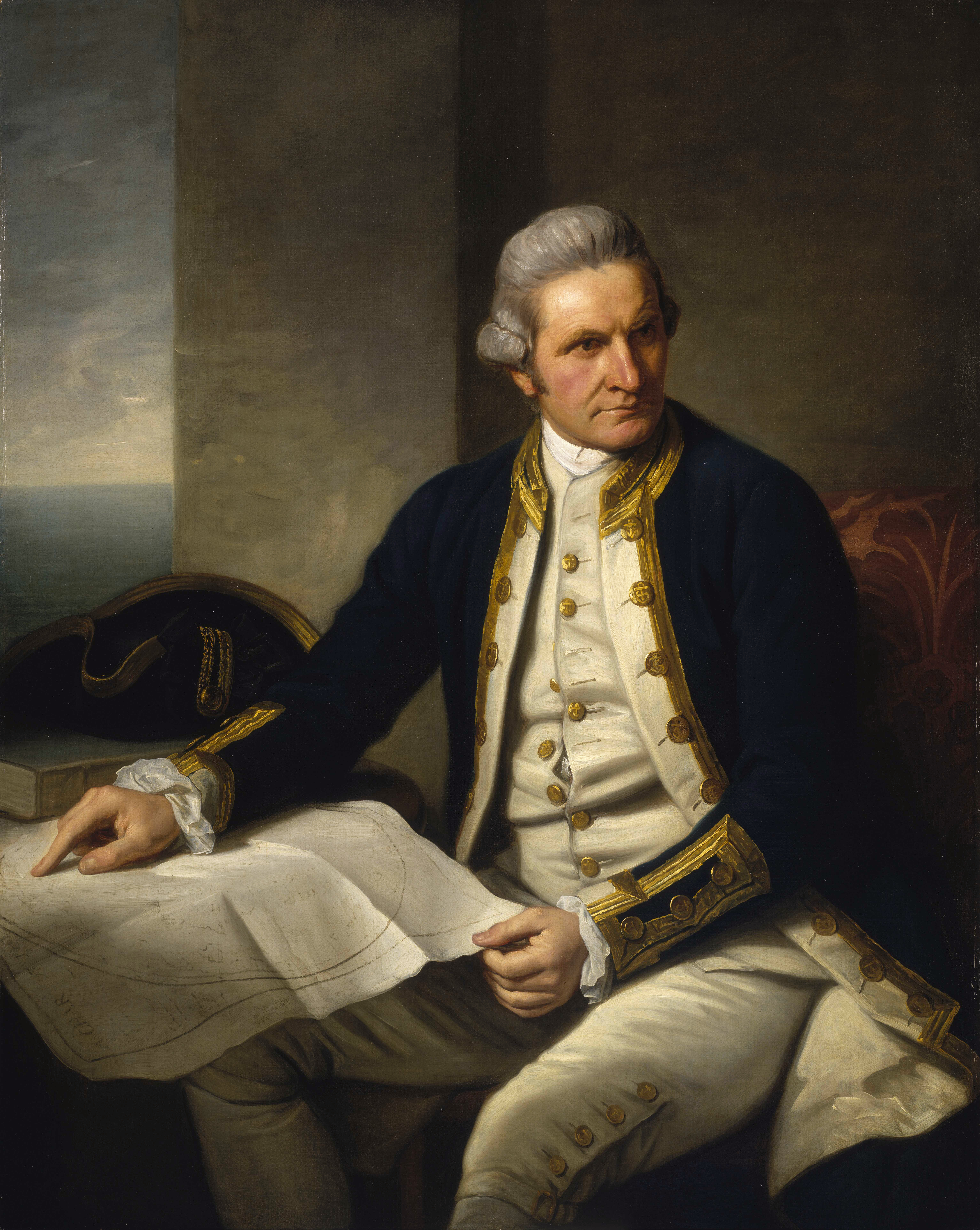
James Cook, Porträt von Nathaniel Dance aus dem Jahre 1775, National Maritime Museum, Greenwich, London

Als Cook am 1. April 1770 Neuseeland in Richtung Australien verließ, hatte er auf seiner knapp 6-monatigen Reise beide Hauptinseln umrundet und so gut dokumentiert, dass die erste Karte von dem Land den realen Gegebenheiten sehr nahekam. Cook machte lediglich zwei grobe Fehler. Zum einen machte er die Banks Peninsula zu einer Insel, und zum anderen Stewart Island zu einer Halbinsel. Auf zahlreichen Landgängen hatten die wissenschaftlichen Begleiter Joseph Banks und Daniel Solander, beide Botaniker, die Gelegenheit Pflanzen zu sammeln, zu beschreiben und zu katalogisieren. Die Naturzeichner Sydney C. Parkinson und Herman Spöring erstellten die Abbildungen dazu. Cook verstand es, mit Hilfe eines begleitenden Tahitianers Verständigung zu den Māori herzustellen, und so mehr über deren Leben und deren Kultur zu erfahren. Auch wenn es vereinzelt zu Konflikten kam, waren doch seine Erfahrungen mit den Māori überwiegend positiv.
Cooks Aufzeichnungen machten deutlich, dass er Neuseeland für ein hervorragendes Siedlungsgebiet hielt. Reich an fruchtbarem Land, auf dem europäische Pflanzenkulturen bestens gedeihen würden, zeichnete er ein überaus positives Bild, in dem er auch von den Māori keine Gefahr ausgehen sah. Cook leitete zwei weitere Expeditionen, die ihn u. a. auch wieder nach Neuseeland kommen ließen. Auf der zweiten Reise begleitete ihn Tobias Furneaux mit der Adventure.

#### Jean François Marie de Surville
Großbritannien war nicht das einzige am Pazifik interessierte Land. Spätestens 1766 dokumentierte Frankreich mit der Weltumsegelung Louis Antoine de Bougainville sein Interesse an der unerforschten Welt.
Von einem Gerücht über ein reiches fremdes Land, das Engländer entdeckt haben sollten, beflügelt, machte sich der französische Händler und Seefahrer Jean François Marie de Surville im März 1769 mit seinem Schiff Saint Jean Baptiste auf den Weg. Von Skorbut und anderen Krankheiten beeinträchtigt, versuchte Surville, in Erinnerung an Beschreibungen Tasmans über Neuseeland, diese Küste zur Aufnahme von Frischwasser und Proviant zu finden. Am 12. Dezember 1769 erreichte er die Nordinsel nahe Hokianga Harbour und segelte weiter nordwärts, auf der Suche nach einem geeigneten Ankerplatz. Kurioserweise passierten Cook und Surville am 13. Dezember die Nordspitze Neuseelands während eines Sturms in geringem Abstand in entgegengesetzter Richtung, ohne voneinander Notiz nehmen zu können.
Surville ankerte schließlich ein paar Tage später in einer Bucht, die Cook Doubtless Bay benannt hatte, und nun von Surville den Namen La Baie de Lauriston bekam. Nachdem Māori in den Besitz eines im Sturm verlorenen Beibootes kamen, kidnappten Survilles Leute nach einer Kampfhandlung den Chief des Māori-Stammes und verließen Neuseeland. Ranginui starb am 24. März 1770 an Bord an Skorbut. Dieser Vorfall beschädigte Survilles Ansehen in Neuseeland im Nachhinein. Wenig später starb auch er vor der Küste Perus.

### Erste Besiedlung durch Europäer

#### Händler, Wal- und Robbenfänger

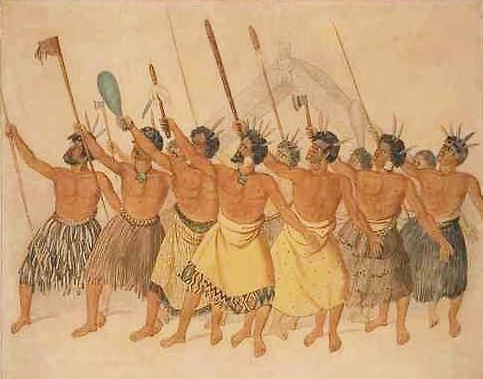
Haka (Kriegstanz), Gemälde von Joseph Jenner Merrett, ca. 1850

Angeregt durch Cooks positive Berichte und von der Hoffnung getragen, gute Geschäfte machen zu können, stieg das Interesse an Neuseeland ab Anfang 1790 rapide. Der Gouverneur von New South Wales, Philip Gidley King, ging sogar soweit, um den begehrten neuseeländischen Flachs in die Strafkolonie auf die Norfolk Island zu holen und dort verarbeiten zu lassen, 1793 zwei Māori zu entführen, die die Technik der Flachsverarbeitung den Europäern vermitteln sollten. Für die Māori war der Flachs eine Allzweckpflanze. Sie nutzen ihn u. a. zur Herstellung von Seilen, Matten, Körben und Kleidern. Der Nektar der Pflanze war zum Süßen von Lebensmitteln geeignet und Medizin ließ sich aus dem Saft der Blätter auch gewinnen. All dies zog Händler an und führte dazu, dass einerseits der Flachshandel in den ersten Jahrzehnten zu einem der wichtigsten Wirtschaftszweige des Landes wurde und sich andererseits die Kontakte zwischen Māori und Europäern vertieften. Neben Flachs kam auch der Handel mit neuseeländischem Tropenholz in Gang, dessen Abnehmer ebenfalls in New South Wales saßen.

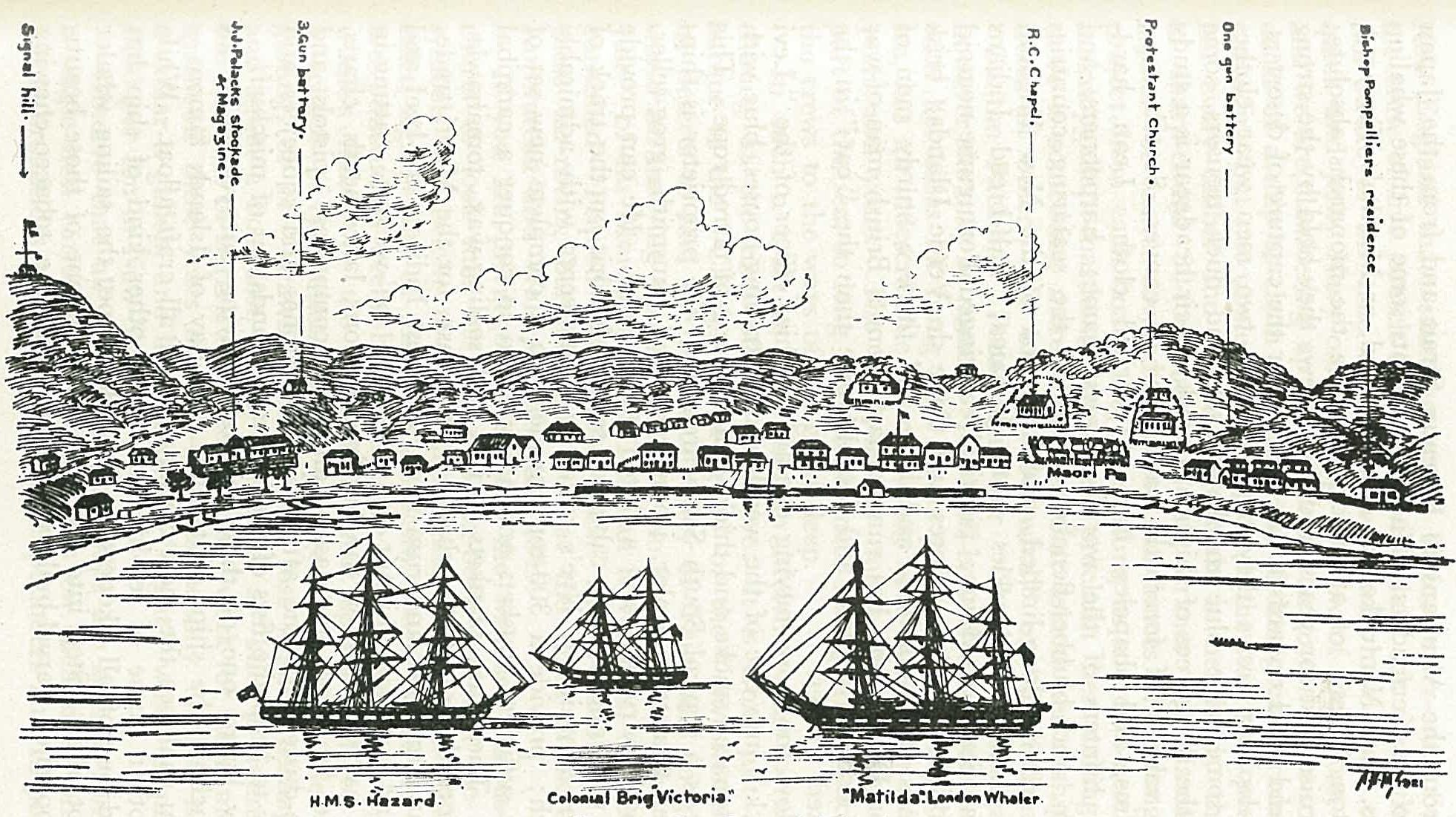
Kororāreka, Skizze von Captain Clayton aus Kororāreka (10. März 1845)

Das erste Walfangschiff, das offiziell von Neuseeland kommend den Hafen von Sydney anlief, war 1803 die Greenwich. Ihr Kapitän berichtete von weiteren Schiffen, die in den neuseeländischen Gewässern bereits tätig waren. Der Wal- und Robbenfang entwickelte sich zu dem zweiten wichtigsten Wirtschaftszweig der Anfangsjahre. Zahlreiche Wal- und Robbenfänger kamen aus Amerika und Australien und errichteten rund um Neuseelands Küsten ihre Walfangstationen. Sie gingen mit einer unglaublichen Brutalität vor und metzelten alles ab, was ihnen vor die Flinte oder Harpune kam. Ihr Leben selbst war ebenfalls von äußerster Brutalität gekennzeichnet. John Boultbee, einer der wenigen Gebildeten unter den Robbenfängern, zeichnete seine Erfahrungen auf, die entsprechende Rückschlüsse zuließen.
Als Schwerpunkt der frühen Ansiedlungen bildete sich die Bay of Islands heraus. Hier, in der Māori-Siedlung Kororāreka, dem heutigen Russell, entstand das erste Handelszentrum Neuseelands. Doch zu den Händlern und Walfängern gesellten sich sehr bald auch Abenteurer, Schmuggler und Schnapshändler. Selbst entflohene Sträflinge der britischen Kolonie von Australien und Deserteure von Schiffen versuchten ihr Glück in dem aufstrebenden Ort. Alsbald entstand ein von Gewalt gekennzeichneter rechtsfreier Raum, der Kororāreka als hell-hole of the Pacific (Höllenloch des Pazifik) bekannt werden ließ. Mit derartigen Nachrichten konfrontiert, entwickelte die britische Regierung anfangs kein weiteres Interesse, sich in Neuseeland zu engagieren. Wer kam, tat dies auf eigene Rechnung und versuchte sein Glück. Nach und nach kamen Siedler, vorwiegend aus Großbritannien, und besiedelten langsam nach Süden wandernd die Küstenregionen. Der große Boom blieb aber noch aus.

#### Einfluss auf die Māori
Die Ankunft der Pākehā, wie die Europäer von den Māori bezeichnet wurden, hatte für ihre Stämme (Iwi) dramatische Auswirkungen. Nicht nur, dass die Europäer in Technologie, Wissen und Waffentechnik ihrer Kultur überlegen waren. Mit ihnen kamen auch Krankheiten, die die Māori bis dato nicht kannten. Influenza, Masern, Pocken, Tuberkulose, Typhus und andere Seuchen breiteten sich aus. Dazu kam, dass im Handel um Land, Früchte und andere landwirtschaftliche Produkte, einzelne Māori-Stämme im Gegenzug Waffen von den Europäern bekamen. Die Musketen waren sehr begehrt, versprachen sie doch erhebliche Vorteile im Kampf gegen konkurrierende Stämme. In den so genannten Musketenkriegen, in denen Stämme der Nordinsel ihre Streitigkeiten austrugen, ließen schätzungsweise 10.000 Māori ihr Leben. Insgesamt wird geschätzt, dass von den um 1800 zwischen 100.000 und 200.000 in Neuseeland lebenden Māori bis 1840 lediglich 70.000 überlebten.

#### Wettlauf der Missionare
Organisiert von Samuel Marsden erreichten am 10. Juni 1814 die ersten britischen Missionare Thomas Kendall und William Hall Neuseeland. Sie und die ihnen Folgenden richteten Missionsschulen ein und versuchten mit ihrem Sendungsbewusstsein den christlichen Glauben unter den Māori zu verbreiten. Streng, paternalistisch und von puritanischer Tradition geprägt, taten sie sich schwer, die Kultur der Māori zu verstehen und sie zu überzeugen. Dies änderte sich 1823 mit dem Missionar Henry Williams. Praktisch denkend, gewann er den einflussreichen Häuptling Hongi Hika, indem er ein Schiff bauen ließ, mit dem der Handel zwischen den Stämmen gefördert werden konnte. Mit Williams breitete sich die anglikanische Church Mission Society (CMS), die als erste Missionskirche in Neuseeland in Erscheinung trat, rasch aus. Ihr folgten 1823 die Methodisten und 1838 die Katholische Kirche in einer Art Wettbewerb untereinander. 1840 zählten die Anglikaner rund 30.000 konvertierte Māori, die Methodisten etwa 1500 und rund 1000 wandten sich der Katholischen Kirche zu.

## Entstehung des Staates

### Erste Unabhängigkeitserklärung

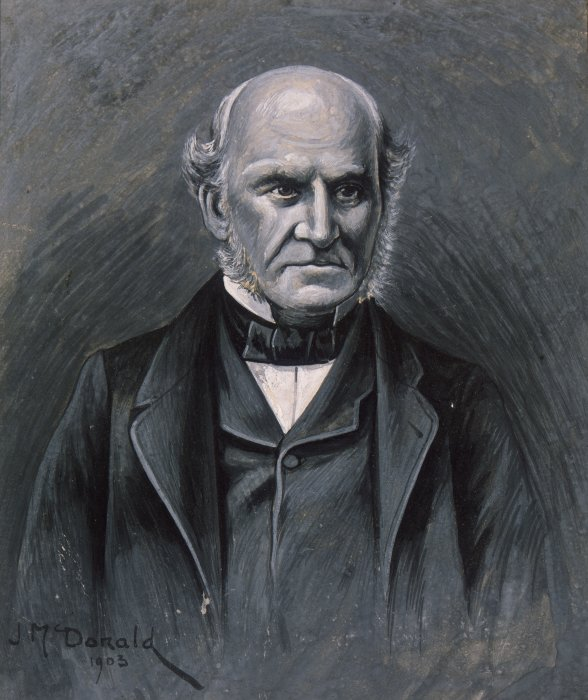
James Busby, Porträt von James Ingram McDonald

Um britische Siedler in Neuseeland schützen zu können, stellte die britische Regierung Neuseeland unter Aufsicht des Obersten Gerichts der Kolonie New South Wales. Doch bei mehr als 2000 km Entfernung über Wasser hatte dies praktisch keine Auswirkungen. Unruhen und Konflikte mit den Māori und unter den Māori-Stämmen hielten an. Dazu kam, dass mit der Präsenz eines französischen Kriegsschiffs 1831 im Hafen der Bay of Islands für die Briten die Besorgnis wuchs, Frankreich könne den Briten mit einer Annexion Neuseelands zuvorkommen. Als Antwort darauf entsandte das Colonial Office (britisches Kolonialamt) 1833 James Busby als Britischer Resident zu den Inseln und zeigte mit ihm als offiziellem Repräsentanten erstmals ein ernsthaftes Interesse an dem Land. Die Idee, Neuseeland eine eigene rechtliche Autorität zuzugestehen, sollte von Busby umgesetzt werden. Ohne Machtmittel und direkter Kompetenz ausgestattet, sollte er für Ordnung und Sicherheit sorgen. Dennoch schaffte er es, von den Māori-Oberhäuptern als Vermittler akzeptiert zu werden.

Flagge der Vereinigten Stämme (1834–1840)

Am 20. März 1834 versammelten sich auf seine Einladung hin die Māori-Häuptlinge der nördlichen Region, um aus drei von ihm entworfenen Flaggen eine, die für die Vereinigung aller Māori-Stämme stehen sollte, auszuwählen. Am 28. Oktober 1835 überzeugte er 34 Māori-Anführer als United Tribes of New Zealand (Bündnis der vereinigten Stämme) die Unabhängigkeitserklärung Neuseelands zu unterzeichnen. Die Stammesführer hatten zwar kein Mitspracherecht bei der Vorbereitung des Dokumentes, doch unterzeichneten in den folgenden Jahren weitere Häuptlinge, so dass 1839 insgesamt 52 Māori unterzeichnet hatten. Für die Māori änderte sich nicht viel, außenpolitisch bedeutete dies allerdings gegenüber Frankreich, dass Neuseeland nicht im „Handstreich“ genommen werden konnte und Großbritannien eventuell als Schutzmacht zur Verfügung stand. Doch dazu bedurfte es noch eines entsprechenden Abkommens.

### Kolonialisierung durch Großbritannien

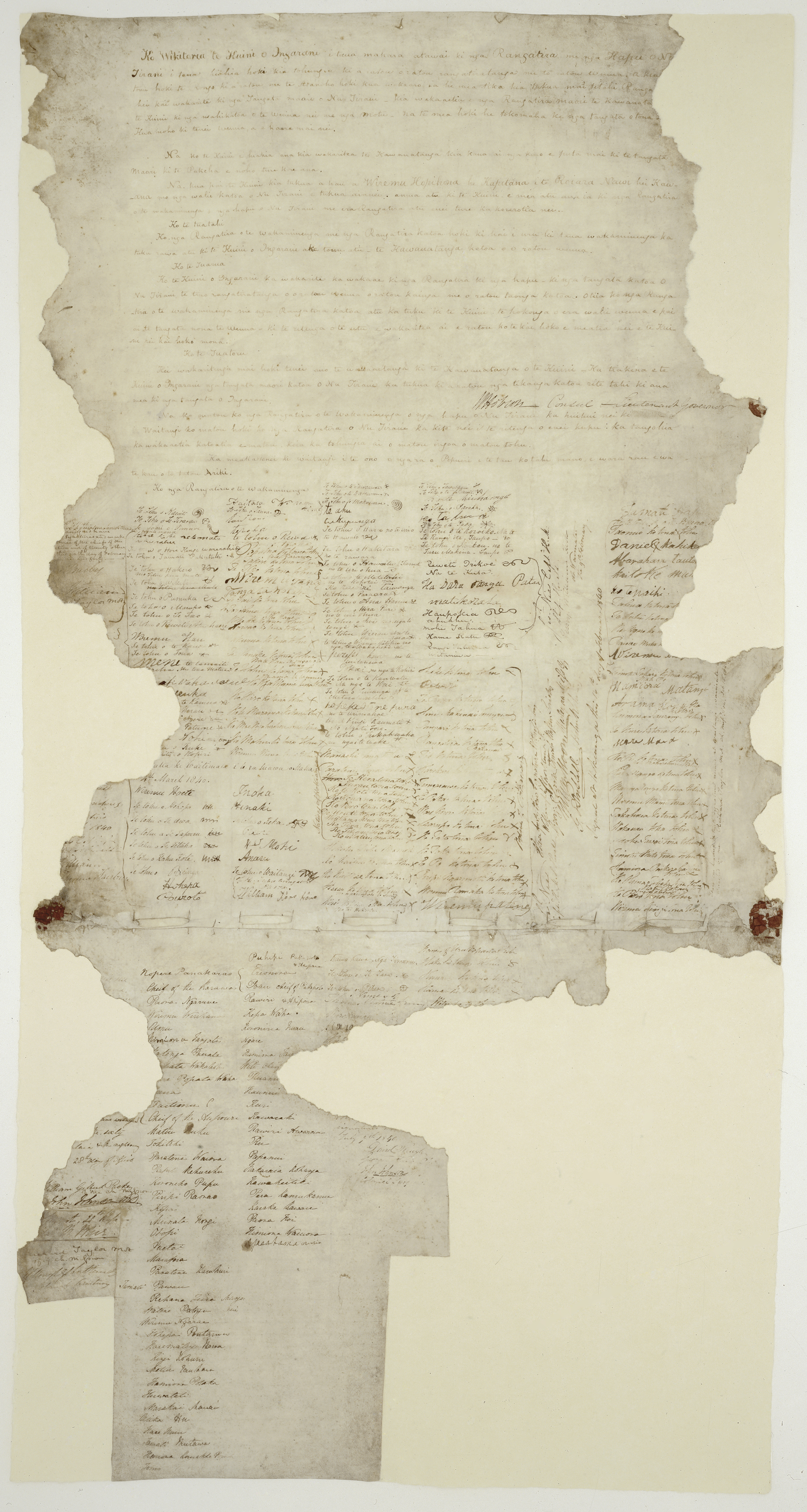
Der Treaty of Waitangi

#### Vertrag von Waitangi
Bereits 1837 hatte Busby die Warnung nach London gesandt, dass die andauernden kriegerischen Konflikte unter den Māori die Sicherheit der britischen Siedler gefährden könnten. Kapitän William Hobson, seinerzeit in den britischen Kolonien Australiens tätig, kam wenige Monate später um die Situation zu prüfen. 1838 segelte er mit seinem Bericht nach England und unterbreitete dem Colonial Office den Vorschlag, ähnlich wie in den East Indies, in Neuseeland Handelsniederlassungen zu gründen und über einen entsprechenden Vertrag das Land für England zu sichern.
Das Colonial Office akzeptierte und autorisierte Hobson als Vize-Gouverneur von Neuseeland und dem Gouverneur von New South Wales, George Gipps unterstellt, mit den Māori entsprechend zu verhandeln. Hobson erreichte Bay of Islands am 29. Januar 1840 und lud alle nördlichen Māori-Chiefs zu einem Treffen am 5. Februar in Busbys Haus nach Waitangi ein. Einen Tag später wurde man sich einig und 45 der anwesenden Māori-Chiefs unterzeichneten einen Vertrag, der als Treaty of Waitangi einen bedeutenden Platz in Neuseelands Geschichte bekam und zur Geburtsurkunde des heutigen Neuseelands wurde. Im Gedenken an diesen Tag wurde der 6. Februar ab 1974 zum nationalen Feiertag und wird seither als Waitangi Day zelebriert.
Der Vertrag sicherte den Māori Schutz zu und gab ihnen Garantie, ihre Besitztümer behalten zu können. Im Gegenzug gaben sie ihre Souveränität auf und akzeptierten die britische Krone als neue Autorität. Damit war die Annexion Neuseelands vollzogen und das Land zur britischen Kolonie erklärt. Doch die unterschiedlichen Interpretationen des Vertrages führten alsbald zu neuen Spannungen zwischen Pākehā und Māori, die schließlich in den so genannten Neuseelandkriegen von 1843 bis 1872 ihren Ausdruck fanden.
Hobson, von dem Ruf von Kororāreka nicht besonders angetan, kaufte wenige Kilometer südlich in Okiato Land, benannte den Ort zu Ehren des späteren britischen Premierministers John Russell in Russell um, und erklärte den Ort zur Hauptstadt des Landes. Ein Jahr später, 1841, erklärte er Auckland zur Hauptstadt, doch 1865 wurde auf Anordnung von Gouverneur George Edward Grey die Hauptstadt nach Wellington verlegt.

#### Die Rolle der New Zealand Company

Zeitungsanzeige der New Zealand Company

Bereits seit Gründung der ersten New Zealand Company im Jahr 1825 wurde Neuseeland unter britischen Investoren als hervorragendes Spekulationsobjekt betrachtet. Wohlhabende, einflussreiche Leute sahen in der Kolonialisierung Neuseelands durch britische Auswanderer einerseits eine Lösung für die sozialen Probleme Großbritanniens, versprachen sich andererseits aber auch hohe Spekulationsgewinne durch Verkäufe von neuseeländischem Land.
Doch erst mit der Gründung der zweiten New Zealand Company am 29. August 1838 kam das Kolonialisierungsprojekt richtig in Gang. Trotz des Widerstands in der britischen Regierung setzte sich der Promoter für die Kolonialisierung Neuseelands, Edward Gibbon Wakefield durch und entsandte am 12. Mai 1839 seinen Bruder William Wakefield nach Neuseeland, die Ansiedlung von britischen Ausreisewilligen vorzubereiten. Im Disput mit der Regierung und mit nicht einhaltbaren Versprechen gegenüber Aussiedlern, erreichten am 22. Januar 1840 die ersten Siedler Port Nicholson, den Naturhafen, an dem später Wellington, die heutige Hauptstadt Neuseelands, gegründet wurde. Die New Zealand Company verfolgte weiter ihre eigenen Interessen, auch nach der Unterzeichnung des Treaty of Waitangi und Vize-Gouverneur Hobsons Ausrufung der Staatshoheit über das gesamte Land am 21. Mai 1840, denn etwa zur selben Zeit bildete sie mit den Siedlern in Port Nicholson eine eigene Regierung.
Und obwohl die New Zealand Company ein erbitterter Gegner des Treaty of Waitangi war, akzeptiert die britische Regierung später deren Rolle als Promotor für die Kolonisierung Neuseelands und rettete die Firma Mitte 1845 sogar vor dem finanziellen Bankrott. Trotz ihrer dubiosen Ansiedlungspraktiken kamen über die Company in den ersten sechs Jahren in Verbindung mit den Gründungen von Wellington (1840), Whanganui (1840), New Plymouth (1841) und Nelson (1842), über 9.000 Siedler nach Neuseeland. 1858 wurde die New Zealand Company nach weiteren finanziellen Schwierigkeiten aufgelöst.

#### Neuseelandkriege

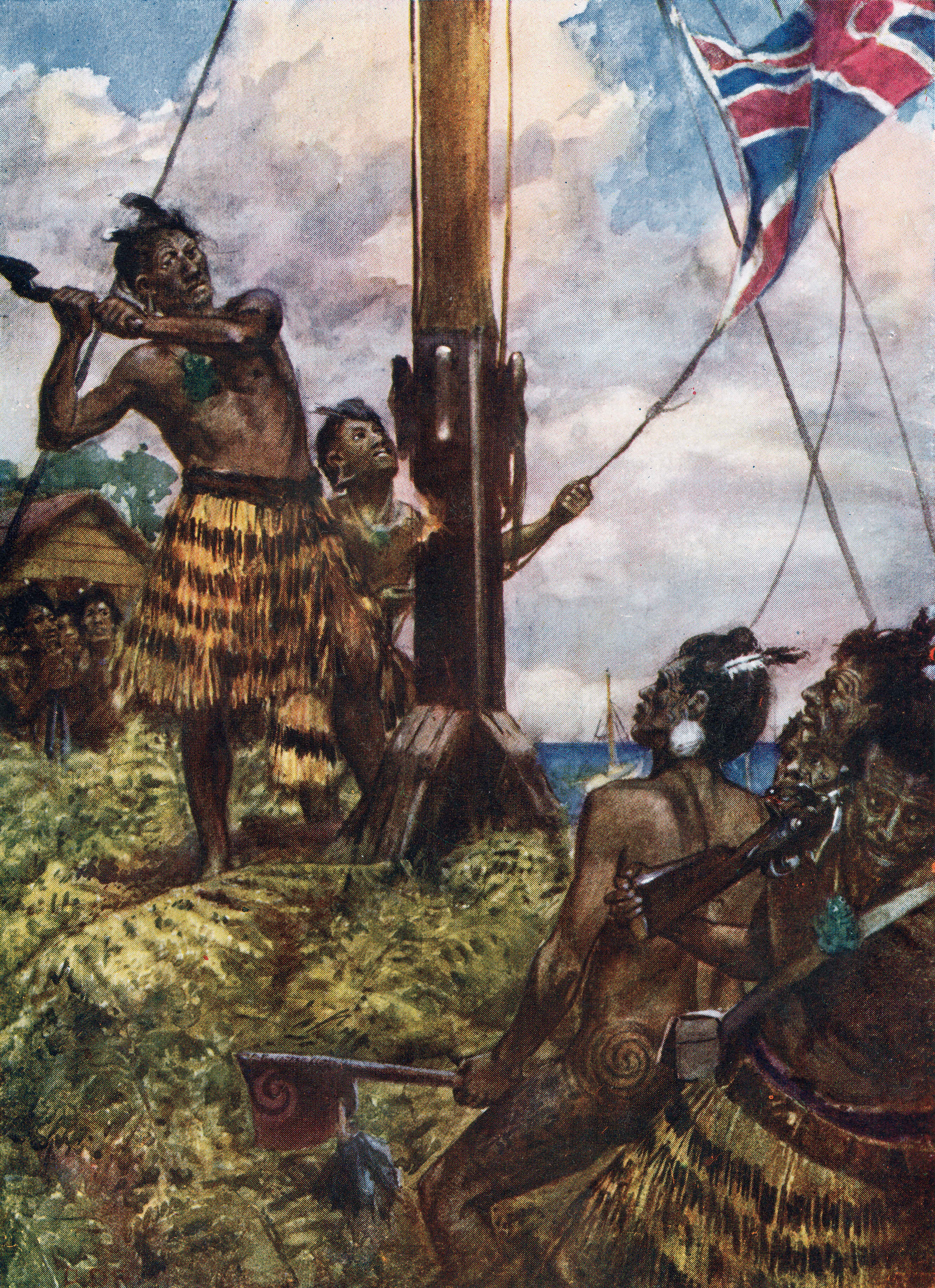
Die Zerstörung des Fahnenmastes in Kororāreka

Im Gegensatz zu den Musketenkriegen der 1820er und 1830er Jahre, in denen sich die Māori-Stämme untereinander bekämpften, waren die als Neuseelandkriege bekannten Auseinandersetzungen Konflikte, die größtenteils zwischen Māori und Pākehā ausgetragen wurden. Meistens ging es um Land, das sich Siedler aneignen wollten oder um gebrochene Versprechen. Auch führten ungerechte Behandlungen der Māori teilweise zu einer Anti-Pākehā-Bewegung, wie die der religiös bestimmten Pai Mārir-Bewegung, die sich gegen den Einfluss der Europäer und deren christlichen Glauben wandte und in ihrer Eskalation 1864/65 zu Kämpfen führte. Die Kriege werden im Allgemeinen in einer Zeitspanne von 1845 bis 1872 angesiedelt, doch kann der als Wairau-Tumult bekannt gewordene Konflikt von 1843, in dem die versuchte Landnahme von Arthur Wakefield von der New Zealand Company stattfand, durchaus als erste kriegerische Auseinandersetzung betrachtet werden.

#### Wirtschaftliche Entwicklung und Goldrausch
Zu Beginn des 20. Jahrhunderts wuchs die Milchviehwirtschaft als Reaktion auf die steigende Nachfrage in Europa. Dadurch wurde das wirtschaftliche System verändert. Durch die steigende Produktion brauchte man neue Produktionstechniken. Auch der Faktoreinsatz wurde effizienter. Das Kapital um diesen Wandel zu vollziehen kam weitestgehend aus dem Ausland.
Die wirtschaftliche Entwicklung des Landes wurde vor der Jahrhundertwende im Wesentlichen von zwei Faktoren bestimmt, dem Goldrausch in Otago und dem Entwicklungsplan von Julius Vogel, dem späteren Premierminister. Bereits 1842 wurde schon Gold auf der Coromandel Peninsula gefunden, doch die Goldfunde des Goldsuchers Thomas Gabriel Read im Mai 1861 sollten alles bis dahin da gewesene in den Schatten stellen. Binnen weniger Wochen und Monate kamen mehr als 10.000 Goldsucher nach Otago, und Dunedin als Hauptstadt der Region wurde in Folge für wenige Jahrzehnte zur reichsten Stadt und zum wirtschaftlichen und kulturellem Zentrum des Landes.
1870 setzte Julius Vogel, zu der Zeit noch Finanzminister, einen ehrgeizigen Landesentwicklungsplan durch. Sein Plan war, Fachleute und Arbeiter nach Neuseeland zu holen und mit diesen die Infrastruktur des Landes auszubauen und zu verbessern. Auf diesem Wege kamen in knapp einem Jahrzehnt mehr als 200.000 Immigranten ins Land, bauten Straßen, Eisenbahn- und Telegrafennetze aus. Doch nach dem Jahrzehnt des Aufschwungs kamen wirtschaftliche schwierige Zeiten, die als „The long Depression“ (1885–1900) in Neuseeland bekannt sind. Die Zuwanderung ließ nach und hatte 1888 mit rund 100.000 mehr Aus- als Einwanderern kurzzeitig sogar einen umgekehrten Trend.

#### Vorreiter in Selbstständigkeit und Wahlrecht
Neuseeland entwickelte sich etwas eigenwilliger und selbstständiger als andere britische Kolonien. So bekamen die Māori durch den New Zealand Constitution Act 1852 das Recht auf Selbstverwaltung zugesichert. Obwohl dieses Recht nie angewandt wurde, bestand es bis zur Änderung des Constitution Acts im Jahr 1986. Auch war Neuseeland das erste Land der Welt, das seinen Ureinwohnern das Wahlrecht gewährte und mit dem Māori Representation Act am 10. Oktober 1867 gleichzeitig vier Sitze im Parlament zusicherte, drei für die Nordinsel und einen für die Südinsel. Siedler ohne eigenes Haus mussten dagegen auf ihr Wahlrecht noch 12 Jahre warten.
Auch in Bezug auf das Frauenwahlrecht gehörte Neuseeland zur Avantgarde: Nach einer sechsjährigen Kampagne unter Führung der Sozialreformerin und Suffragette Kate Sheppard waren die Bestrebungen 1893 erfolgreich. Am 8. September 1893 wurde das Gesetz, das Neuseeländerinnen mit britischer Staatsbürgerschaft ab 21 Jahren das aktive Frauenwahlrecht verlieh, mit einer Mehrheit von zwei Stimmen beschlossen. Māori-Frauen waren eingeschlossen. Am 19. September unterschrieb es der Gouverneur Lord Glasgow, wodurch das Gesetz in Kraft trat. Allerdings waren einige Gruppen von Frauen weiterhin ausgeschlossen; wie auch in manchen anderen Staaten gehörten Gefängnisinsassinnen und Frauen in psychiatrischen Anstalten dazu.
Das passive Frauenwahlrecht für die Wahlen zum Unterhaus wurde erst am 29. Oktober 1919 mit dem Women’s Parliamentary Rights Act erreicht. Erst 1941 erlangten Frauen das passive Wahlrecht für das Oberhaus.

#### Erster Weltkrieg
Die Einwanderungen nach Neuseeland kamen zu Zeiten des Ersten Weltkriegs 1914–1918 gänzlich zum Erliegen, und die politischen Spannungen machten auch vor dem entfernt liegenden Neuseeland nicht halt. Deutsche wurden gehasst und hatten Schwierigkeiten im ganzen Land, und in einigen Teilen des Landes ging man sogar so weit, alle deutschen Namen von Straßen, Orten und dergleichen auszulöschen. Mit dem Undesirable Immigrants Exclusion Act von 1919 bekam der Generalstaatsanwalt die Macht, unerwünschte Ausländer abzuweisen. Als solche wurden Deutsche und Sozialisten behandelt, doch auch die Abneigung gegenüber Menschen asiatischer Herkunft stieg. Neuseeland, das in der Unterstützung Großbritanniens im Ersten Weltkrieg eine nationale Pflicht sah, erlebte zusammen mit den Australiern in der Schlacht um Gallipoli gegen türkische Verteidiger eine nationale Tragödie. 2721 neuseeländische Soldaten starben und 4752 wurden verwundet. Noch heute wird im Gedenken an die Gefallenen jedes Jahr am 25. April der ANZAC Day zelebriert und zählt zusammen mit dem Waitangi Day zu den bedeutendsten Feiertagen des Landes. Neuseeland, das zum Zeitpunkt des Ersten Weltkrieges etwas mehr als eine Million Einwohner hatte, beteiligte sich mit 103.000 Staatsangehörigen am Krieg (dazugezählt auch Krankenschwestern und Hilfspersonal). Von der männlichen Bevölkerung dienten 42 % im Krieg. 16.697 Neuseeländer ließen ihr Leben und 41.317 wurden verwundet. Schätzungsweise starben mehrere Tausend Männer in den folgenden fünf Jahren nach Kriegsende als Folge von Verletzungen. 507 starben zwischen 1914 und 1918 bei der Ausbildung.

### Neuseelands Weg in die Unabhängigkeit

Neuseeländische Flagge seit dem 12. Juni 1902

Seit der Unterzeichnung des Treaty of Waitangi im Jahr 1840 war Neuseeland eine britische Kolonie. Nachdem sich am 1. Januar 1901 alle bis dahin voneinander unabhängigen Kolonien des australischen Kontinents zum Commonwealth of Australia zusammengeschlossen hatten, entbrannte in Neuseeland eine Debatte darüber, Teil dieser Föderation zu werden. Nach einer entsprechenden Empfehlung der Royal Commission erklärte am 30. Mai 1901 das neuseeländische Parlament unter Führung des Premierministers Richard John Seddon, sich nicht der Föderation anschließen zu wollen.
Mit Wirkung vom 12. Juli 1907 akzeptierte das neuseeländische Parlament sechs Jahre später den Status einer Dominion für das Land, und dies trotz erheblicher Bedenken unter den Politikern und in der Öffentlichkeit, ob ein so kleines Land wie Neuseeland mit der zugedachten Unabhängigkeit und Autonomie überhaupt überleben könnte. Neuseeland war mit dieser Anerkennung gleichzeitig auch Mitglied im britischen Commonwealth of Nations.
Mit dem Inkrafttreten des Statute of Westminster, 1931 am 11. Dezember 1931 bekamen die Dominions Großbritanniens die Möglichkeit zur formal und völkerrechtlich anerkannten Unabhängigkeit. Neuseeland nutzte dies allerdings erst mit der Verabschiedung des Statute of Westminster Adoption Act 1947, der am 25. November 1947 Rechtskraft erlangte.

### Zweiter Weltkrieg
Obwohl einen halben Globus weit entfernt, gehörte Neuseeland, zusammen mit Großbritannien, zu den ersten beiden Ländern, die am 3. September 1939, nach dem Einmarsch deutscher Truppen in Polen (s. Überfall auf Polen) Deutschland eigenständig den Krieg erklärten. Schon wie im Ersten Weltkrieg war für Neuseeländer klar, an der Seite Großbritanniens zu stehen. Von den rund 1,6 Millionen Einwohnern Neuseelands zu dieser Zeit, waren rund 140.000 davon an Kämpfen in Ägypten, Italien, Griechenland, Japan und im Pazifik beteiligt. Nach Ende des Weltkriegs zählte Neuseeland 11.928 Tote und eine unbekannte Zahl an Verwundeten.

## Souveräner Staat unter britischer Krone

### New Zealand Constitution Act

Coat of Arms Neuseelands, gültig seit 1956

Bis zur Inkraftsetzung des Constitution Act 1986 im Jahr 1986 war das Vereinigte Königreich in der Lage, Gesetze auf Anforderungen und in Abstimmung mit dem neuseeländischen Parlament für Neuseeland zu erlassen. Angefangen mit dem New Zealand Constitution Act 1852, mit dem die britische Regierung erstmals ein repräsentatives politisches System unter der Führung von Gouverneur George Edward Grey in Neuseeland installierte, bis hin zum Constitution Act von 1986, mit dem Neuseeland erstmals Gesetze zusammenfassend benannte, die den Charakter einer Verfassung beinhalteten, beschritt man einen sehr vorsichtigen Weg in die Unabhängigkeit. Andrew Sharp, Professor für Politik an der University of Auckland, bescheinigte den Neuseeländern, kein großes Interesse an einer eigenen Verfassung zu haben. Öffentliche Teilnahmslosigkeit und träge Reaktion von Politikern seien die Ursache. Als 1986 das Official Committee on Constitutional Reform (Offizielles Komitee für die Verfassungsreform) den Gesetzesentwurf erstellte, soll es seiner Aussage nach „armselige“ acht Eingaben gegeben haben.
Obwohl Neuseeland über keine in einem einzigen Dokument geschriebene Verfassung verfügt, gibt zumindest der Constitution Act Auskunft darüber, die weiteren Gesetze und Statuten Verfassungsrang haben.

### Parlamentarisches System
Als 1852 das parlamentarische System Neuseelands installiert wurde, orientierte man sich an der Westminster-Demokratie nach britischem Vorbild. Der 1857 etablierte Legislative Council entsprach dem britischen House of Lords, auch Upper House genannt und das House of Representatives dem des House of Commons, auch als Lower House bezeichnet.
Der Legislative Council war ursprünglich als Kontrollorgan gedacht und sollte dafür Sorge tragen, dass Gesetzesinitiativen des House of Representatives nicht aus dem Ruder liefen. Doch nach heftigen Disputen und Kontroversen in den 1860er und 1870er Jahren übernahm der Rat anschließend nur noch beratende Funktionen. 1951 wurde der Legislative Council abgeschafft und die Arbeitsweise des Parlamentes reformiert. Frustriert durch das starre Zwei-Parteien-System wurde 1996 schließlich das Mehrheitswahlrecht abgeschafft und auf das Mixed Member Proportional System, ein personalisiertes Verhältniswahlrecht nach deutschem Vorbild umgestellt.

### Waitangi-Day und Waitangi-Tribunal
1932 übergab der damalige Generalgouverneur von Neuseeland, Charles Bathurst, 1. Baron Bledisloe das Treaty House, 1833 von James Busby in Waitangi als Wohnhaus für seine Familie erbaut, als Geschenk an die Nation, in der Hoffnung, das Haus würde als Denkmal an die Unterzeichnung des Treaty of Waitangi am 6. Februar 1840 erinnern. Zwei Jahre später, 1934, wurde der Gedenktag erstmals öffentlich zelebriert. Über 10.000 Māori sollen an den Feierlichkeiten teilgenommen haben. 1973 erhob die Labour Party mit Premierminister Norman Kirk an der Spitze den Waitangi Day zum nationalen Feiertag. 1974 wurde der Feiertag erstmals landesweit zelebriert und ist seitdem ständige Erinnerung, einerseits an die historische Vertragsunterzeichnung und damit Gründung der Nation, und anderseits an die nicht eingehaltenen Versprechen gegenüber die einstigen Ureinwohner der Inseln, den Māori.
Um diese Versprechen einlösen zu können und zu prüfen, wo an welcher Stelle den Māori Unrecht widerfahren war, wurde 1975 von dem Premierminister Bill Rowling mit dem Treaty of Waitangi Act das Waitangi Tribunal eingerichtet. Im August 2002 registrierte das Tribunal die 1000. Eingabe auf einen Rechtsanspruch seit seinem Bestehen, dass dabei die Kontroversen nicht ohne Spannungen abliefen, ist verständlich. Ging es doch in den allermeisten Fällen um die Rückgabe von unrechtmäßig angeeignetem Land oder um entsprechende Entschädigungen. Den einen ging das Tribunal zu weit, und den anderen, den Māori, nicht schnell genug.

### Māori-Protestbewegungen
Es war gerade die aufkommende Protestbewegung unter den Māori, die mit dem Druck auf die Labour-Regierung (1972–1975) und der folgenden Regierung der National Party (1975–1984) den so genannten Waitangi-Prozess in Gang brachte. Aus Wut über die fortschreitende Landnahme, verursacht durch die Gesetze der National Party der 1960er, formierte sich Widerstand, der mit dem Māori-Landmarsch von 1975 auch über die Grenzen von Neuseeland hin Beachtung fand. Der Marsch war der Auftakt der Māori Land Rights Movement, die sich bis etwa 1984 hinzog und danach durch neue soziale Bewegungen, die sich auf die Suche nach der kulturellen Identität des Māori-Volkes aufmachten, absorbiert wurde.

### Auswirkungen von Großbritanniens Beitritt zur EG
Mit dem Beitritt Großbritanniens zur Europäischen Gemeinschaft (EG) (heute EU) 1973 unter Edward Heath, geriet Neuseeland in eine schwere Wirtschaftskrise. Waren bis dahin zwischen Neuseeland und dem Mutterland alle wirtschaftlichen Kontakte ohne irgendwelche Handelsbeschränkungen möglich, mussten jetzt für Einfuhren nach Großbritannien Zölle entrichtet werden. Durch diese Erschwernisse und durch Kostensteigerungen fiel ein Wettbewerbsvorteil weg und damit der mit Abstand größte Markt für das Land. Dazu kam die Ölkrise, ausgelöst im selben Jahr, welche die Brennstoffpreise explodieren ließ und so Neuseelands Exporten zusätzlich einen Dämpfer gab. Die Folge davon waren Arbeitslosigkeit und stark ansteigende Sozialausgaben. Die regierende Labour Party wurde 1975 abgewählt, doch auch die National Party bekam den Staatshaushalt nicht mehr in den Griff. 1984 gewann die Labour Party die Regierungsmacht zurück. Ihr traute man nunmehr zu, die Wirtschaft und die Staatsfinanzen zu retten.

### Staatsschulden und staatliche Privatisierungswelle
1984 war die Staatskasse überschuldet, die Zinslasten extrem hoch und die Wirtschaft am Boden. Unter der Führung des Premierministers David Lange und seines Finanzministers Roger Douglas folgten gravierende Einschnitte und Veränderung zur Sanierung des Staates. Mit marktliberalen Ansätzen versuchten sie die Finanzprobleme in den Griff zu bekommen. So gaben sie den Wechselkurs des Dollars frei, führten die Goods and Services Tax (GST) (der Mehrwertsteuer vergleichbar) ein, kürzten die Subventionen für die Landwirtschaft, reduzierten die Steuern für Unternehmen und auf Importe, reduzierten die Einkommen der Bürger des Landes und leiteten eine Privatisierungswelle auf Staatseigentum und staatliche Unternehmen ein. Unter anderem wurden mit dem Postal Services Act 1987 die staatliche Post in Post Office Bank, New Zealand Post und Telecom Corporation of New Zealand aufgespalten, 1989 die Fluggesellschaft Air New Zealand privatisiert, und ab 1990 das Eisenbahnwesen an Investoren aus Australien und den Vereinigten Staaten verkauft. Zwei Jahre nach der Regierungsübernahme durch die Labour Party standen Lange und Douglas auch in ihrer eigenen Partei heftiger Kritik gegenüber. Douglas, dessen Handschrift die Liberalisierungspolitik trug, bekam für seine Politik den Schimpfnamen Rogernomics, in Anlehnung an Reaganomics, die marktliberale Politik unter dem ehemaligen Präsidenten der USA, Ronald Reagan.

### Anti-Atompolitik
Neuseeland akzeptierte 1951 mit der Unterzeichnung des ANZUS-Abkommens, Schutz unter dem so genannten Nuclear umbrella (atomarer Schirm) der USA zu bekommen. Ziel dieses Abkommens war es, nach der Kapitulation Japans zum Ende des Zweiten Weltkriegs, sich gemeinsam vor eventuellen Aggressionen aus dem asiatischen Raum schützen zu können. Doch als Frankreich seine Atombombentests auf dem Mururoa-Atoll 1966 begann, formierte sich in Neuseeland eine starke Protestbewegung dagegen. 1972 startete Greenpeace von Neuseeland aus zu dem Atomtestgebiet der Franzosen und trug den Protest von dort aus in die Welt. Ein Jahr später reichten Neuseeland und Australien zusammen eine Klage vor dem Internationalen Gerichtshof gegen Frankreich ein, und entsandten zwei Kriegsschiffe als Protest in das Atomtestgebiet. Doch dies führte lediglich dazu, dass Frankreich von da an seine Tests unter die Erdoberfläche verlegte.
Im August 1976 und August 1983 richteten sich Anti-Atom-Proteste auch gegen atomgetriebene amerikanische Kriegsschiffe, wie die Truxtun und die Texas, die in den Häfen Wellington und Auckland nicht sehr willkommen waren. Als allerdings die neuseeländische Regierung am 1. Februar 1985 dem US-Kriegsschiff Buchanan die Einreise in neuseeländische Hoheitsgewässer verweigerte, reagierte die US-Regierung verärgert und legte ihrerseits den ANZUS-Vertrag auf Eis. Bis heute gelten die Beziehungen zwischen beiden Ländern auf diesem Gebiet als angespannt. Am 10. Juli desselben Jahres versenkte der französische Geheimdienst mit zwei Sprengladungen das Greenpeace-Schiff Rainbow Warrior im Hafen von Auckland und ermordete einen niederländischen Journalisten.
Um der neuseeländischen Haltung gegen Atomkraft und gegen Atomwaffen eine legale gesetzliche Grundlage zu geben, wurde von der seinerzeit in Regierungsverantwortung befindlichen Labour Party am 8. Juni 1987 der New Zealand Nuclear Free Zone, Disarmament and Arms Control Act (Abrüstungs- und Rüstungskontrollgesetz und Erklärung Neuseelands zur atomwaffenfreien Zone) verabschiedet. Eine 1989 durchgeführte Umfrage ergab, dass 52 % aller Neuseeländer eher ein Verteidigungsabkommen auflösen würden, als Schiffe mit atomarer Bewaffnung in neuseeländischen Gewässern zu akzeptieren.

### Öffnung gegenüber Asien
Mit Wegbrechen des britischen Marktes durch den Beitritt Großbritanniens zur EG begann in Neuseeland eine Neuorientierung. War bis 1973, trotz der immensen Entfernung, der ökonomische und politische Fokus auf das ehemalige Mutterland gerichtet, galt es jetzt sich darauf zu besinnen, auf welchem Teil des Globus man sich eigentlich befand und welche Märkte in kürzeren Distanzen zu erreichen waren. Zu Australien gab es bereits Handelsbeziehungen seit der Kolonialzeit, doch konnten diese die verloren gegangenen Märkte nicht ersetzen. Was Neuseeland dringend benötigte, waren Fachkräfte, zumal britischen Staatsbürgern ab 1973 die Einreise erschwert wurde. Des Weiteren fehlten Kapital und neue Absatzmärkte. Einen Start in diese Richtung vollzog die Labour-Regierung unter David Lange 1984. 1986 schloss Neuseeland sich den GATT-Verhandlungen der Uruguay-Runde an und trat 1989 der Asiatisch-Pazifischen Wirtschaftsgemeinschaft (APEC) bei.
1991 sollte mit dem Immigration Amendment Act unter der National Party die Zuwanderung von Fachkräften und Unternehmensgründungen erleichtert werden. Doch die Zuwanderungen aus dem asiatischen Raum übertrafen mit mehr als 50 % aller Zuwanderungen alle Erwartungen und führten in den 1990ern teilweise zu rassendiskriminierendem Verhalten der Neuseeländer. Dagegen nahm Asien für die Neuseeländer im Bereich Handel eine immer stärkere und akzeptiertere Rolle ein. 1988 betrugen Neuseelands Importe aus der Volksrepublik China gerade einmal 1 %. 2007 kamen bereits 13 % aller Waren aus China und alle wichtigen asiatischen Handelspartner wie VR China, Republik China (Taiwan), Hongkong und Südkorea zusammengenommen, teilten im Vergleichsjahr 13 % des neuseeländischen Exports und 19 % des Imports unter sich auf.
Inzwischen hat Neuseeland die Bedeutung Asiens für seine wirtschaftliche und auch kulturelle Entwicklung erkannt. Neben einem Bevölkerungsanteil von 14,6 % Māori und 6,9 % Zuwanderern von den pazifischen Inseln, stellen Menschen asiatischer Herkunft mittlerweile mehr als 9,2 % (2006). Deshalb stellt Neuseeland auch heute häufig seine kulturelle Vielfalt in den Vordergrund und präsentiert sich gerne als multikulturelles Land sowie als Einwanderungsland. Unter anderem profitierte der Bildungssektor von dieser Entwicklung. Viele junge Menschen kamen vor allem aus Asien, um in Neuseeland studieren zu können. Bildung wurde so u. a. zum Exportschlager. Um nun aber auch Neuseelands wirtschaftlichen Einfluss auf Asiens Märkte sichern zu können, unterzeichnete die Premierministerin Helen Clark im April 2008 nach 3-jährigen Verhandlungen das New Zealand-China Free Trade Agreement (Freihandelsabkommen), geschätztes Exportvolumen zwischen 225 und 350 Millionen NZ$. Zeitgleich öffnete Neuseeland für rund 1800 chinesische Fachkräfte und 1000 Ferienarbeiter seine Grenzen.